# Czany (miejscowość)
Czany – osiedle typu miejskiego w Rosji, w obwodzie nowosybirskim. W 2010 roku liczyło 8473 mieszkańców.